# Weichselbaum
Weichselbaum è un comune austriaco di 729 abitanti nel distretto di Jennersdorf, in Burgenland. Il 1º gennaio 1971 ha inglobato i comuni soppressi di Krobotek e Rosendorf.

## Geografia
Le comuni catastali sono Krobotek, Rosendorf e Weichselbaum.